# Mont-sous-Vaudrey
Mont-sous-Vaudrey è un comune francese di 1 248 abitanti situato nel dipartimento del Giura nella regione Borgogna-Franca Contea.
Ha dato i natali al presidente francese Jules Grévy.

## Società

### Evoluzione demografica
Abitanti censiti